# ジェーン・バーキン
ジェーン・バーキン（Jane Birkin OBE、本名：Jane Mallory Birkin, OBE、1946年12月14日 - 2023年7月16日）は、イングランドのロンドン生まれのイギリスとフランスの女優、歌手、モデル。
イギリスとフランスにまたがる代表的マルチ・アーティストで、女優のシャルロット・ゲンズブールら三姉妹の実母としても知られる。モデルとしてファッション界にも影響を及ぼし、フランスの老舗メゾンエルメスの定番バッグ「バーキン」の由来にもなった。
2001年『大英帝国勲章』受章。

## 人物
イングランドのロンドンで生まれる。主に役者と歌手を本業とし、モデルとしても活動。フランス人のアーティストであるセルジュ・ゲンズブールをパートナーとしてからは、フレンチロリータとしてファッション界にも影響を及ぼしていた。2001年に長年の功績により、大英帝国勲章:オフィサーを授与された。
高祖父のリチャード・バーキンは、わずか7歳で織物職人として働き始めた。そして国内外にレース製造工場を立ち上げ実業家として成功し、ノッティンガムの市長を務めるなど19世紀前半には地方の名士になった。このリチャードの築いた巨額の資産と工場を受け継いだ曾祖父のトーマス・アイザック・バーキンは准男爵の叙爵を受け、バーキン家は上流階級の仲間入りを果たした。だが祖父と父親は実業界には進まず軍人となった。母親は女優ジュディ・キャンベル。娘に写真家のケイト・バリー、女優で歌手のシャルロット・ゲンズブール、女優で歌手のルー・ドワイヨンと三姉妹をもうけた。
兄は映像作家アンドリュー・バーキン。甥（兄の子）に美術家デヴィッド・バーキン、詩人・作詞家アンノ・バーキン、俳優ネッド・バーキン、従兄弟に准男爵サー・ジョン・バーキンらがいる。

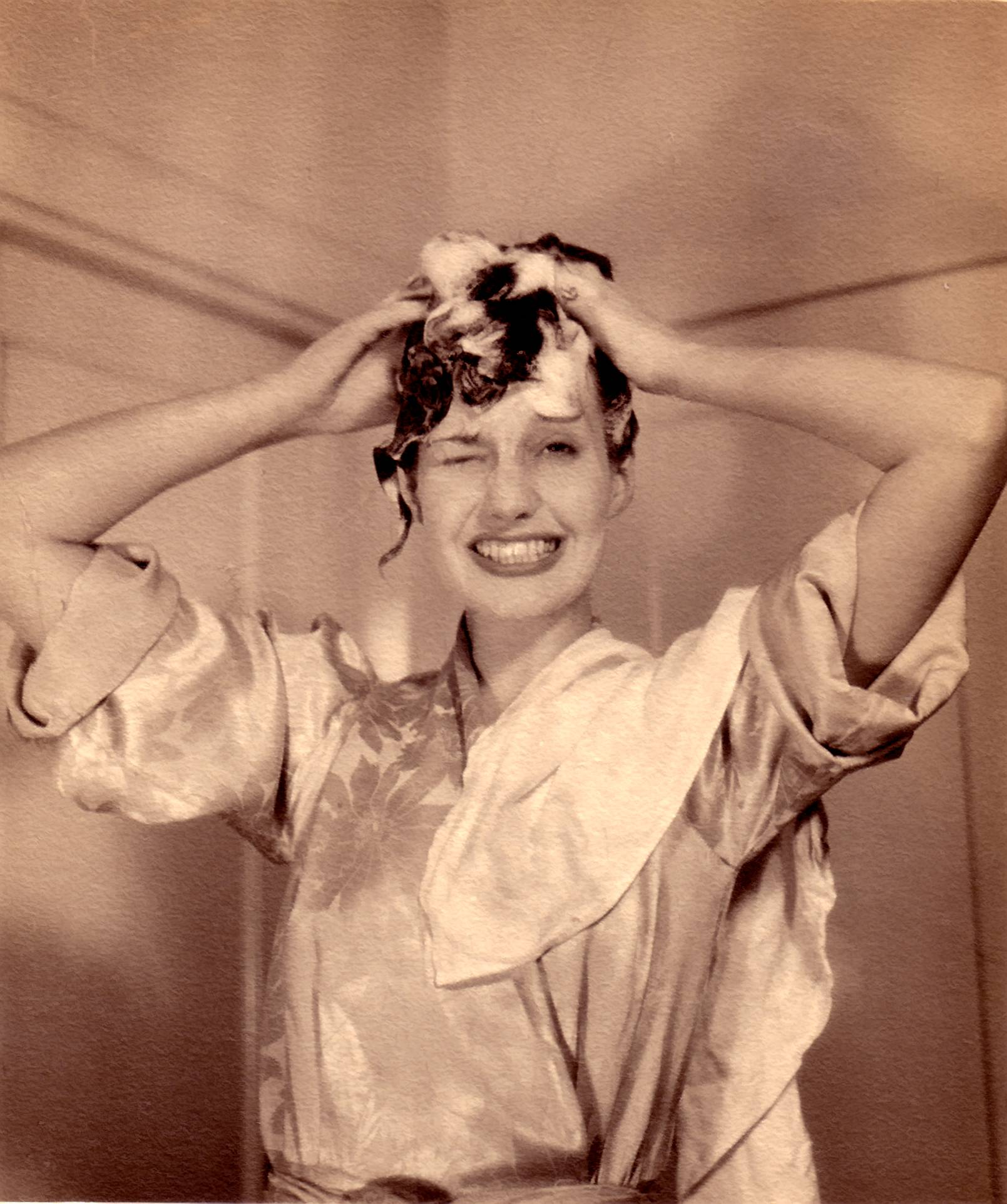
母 ジュディ・キャンベル（英語版）（1945年）
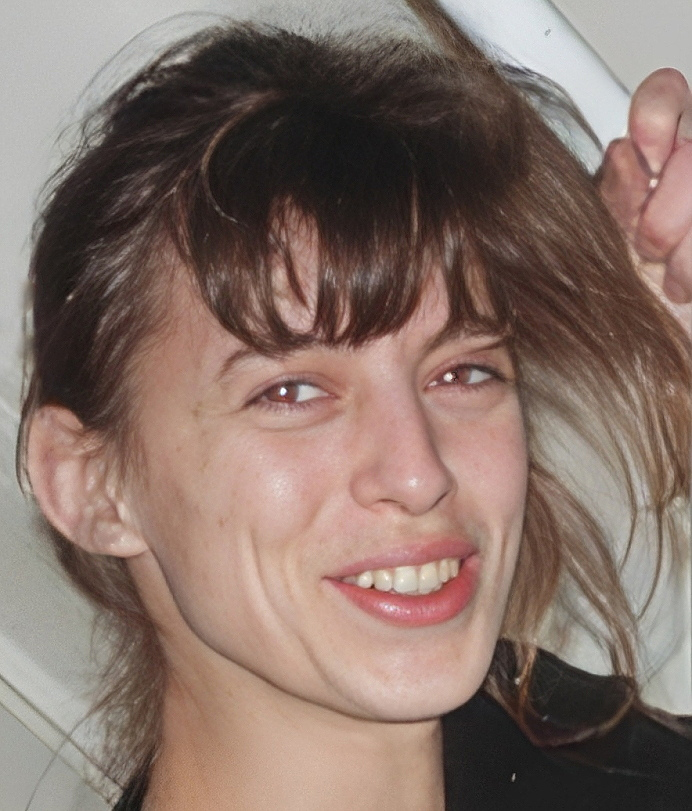
長女 ケイト・バリー（英語版）（1992年）
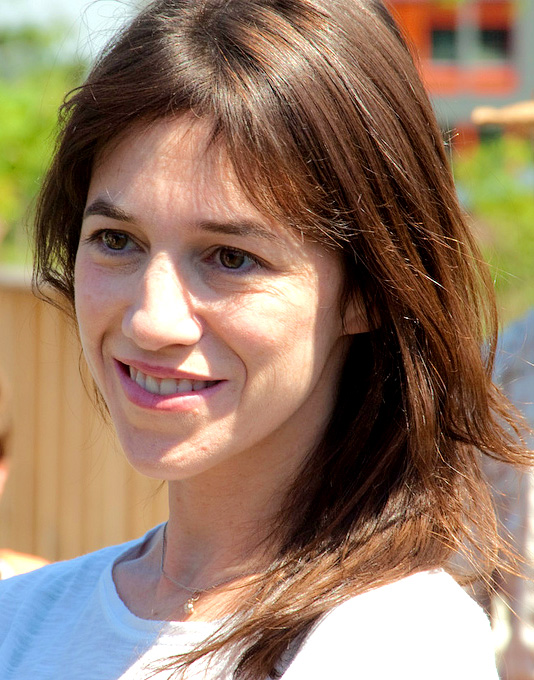
次女 シャルロット・ゲンズブール（2010年）
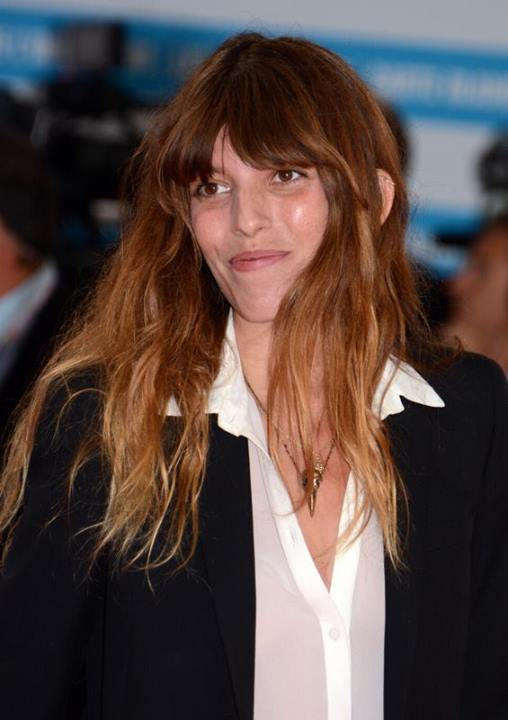
三女 ルー・ドワイヨン（2013年）
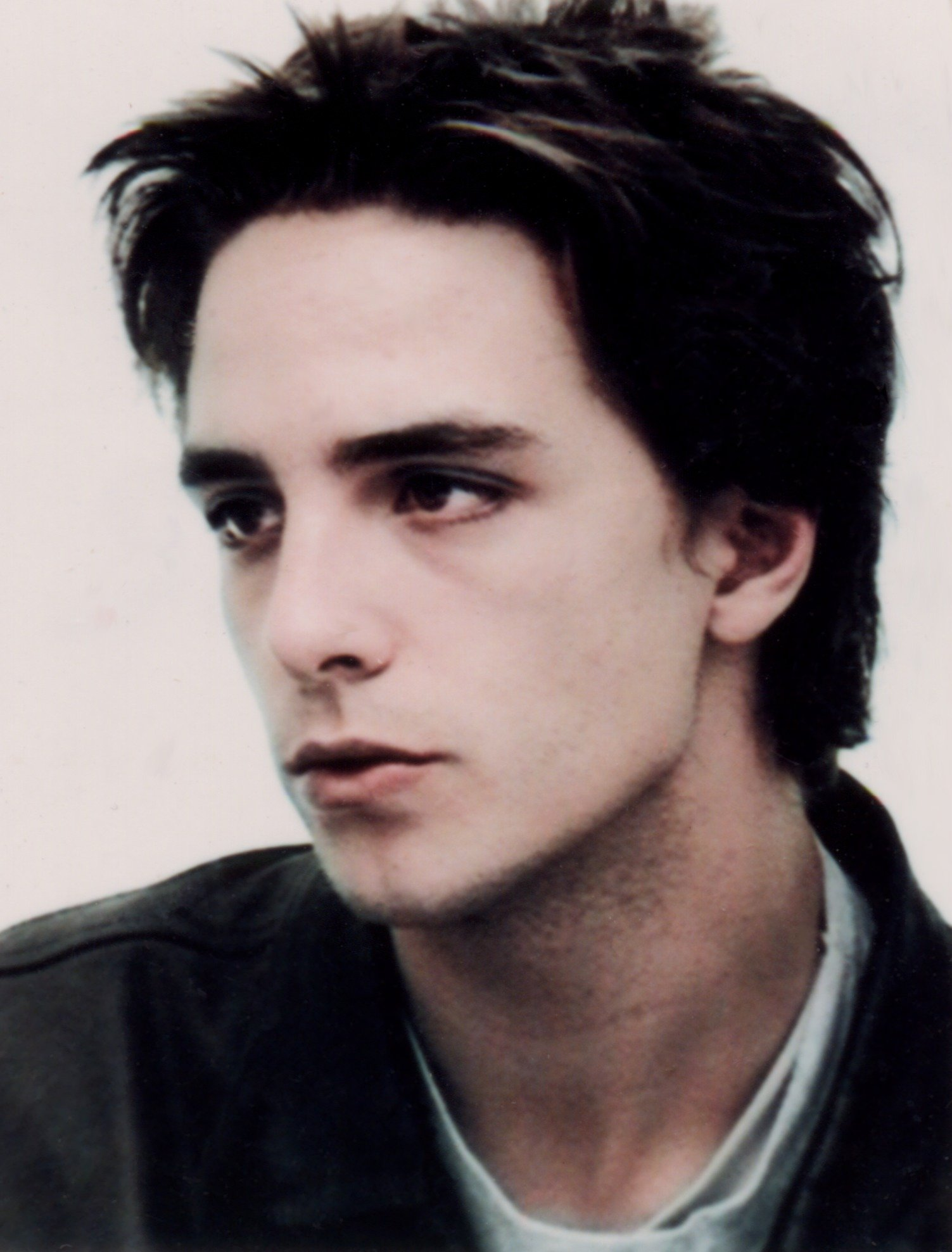
甥 アンノ・バーキン（英語版）（2001年）

## 生涯
1963年、17歳でグレアム・グリーンの戯曲『彫像』に出演。1964年、ミュージカル「パッション・フラワー・ホテル」に出演、同年18歳で映画『ナック』のオーディションに採用され、端役として女優デビュー。同作の音楽担当だったジョン・バリーと18歳で結婚し、ケイト・バリー（写真家）を出産するが、後に離婚。1967年、出演した『欲望』がカンヌ映画祭パルム・ドールを受賞する。
1968年、フランスに渡り、フランス映画『スローガン』の主役セルジュ・ゲンズブールと出会う。ゲンズブールとは後に事実婚の関係となるが、当時バーキンは「結婚はもうたくさん」と考えており、法的には結婚しなかった。同年、映画『太陽が知っている』にペネロープ役で出演する。
1969年、ゲンスブールとのデュエット・シングル「ジュ・テーム・モワ・ノン・プリュ」を発表し、各国で放送禁止になるなど、センセーショナルかつ反逆的カップルとして崇拝された。1980年にゲンスブールの酒乱・DVなどを理由にゲンスブールと別れるが後に和解、1991年にゲンスブールが病没するまで仕事で共演するほか、私生活でも交流する。2人の間に生まれた娘シャルロット・ゲンズブールも女優となる。

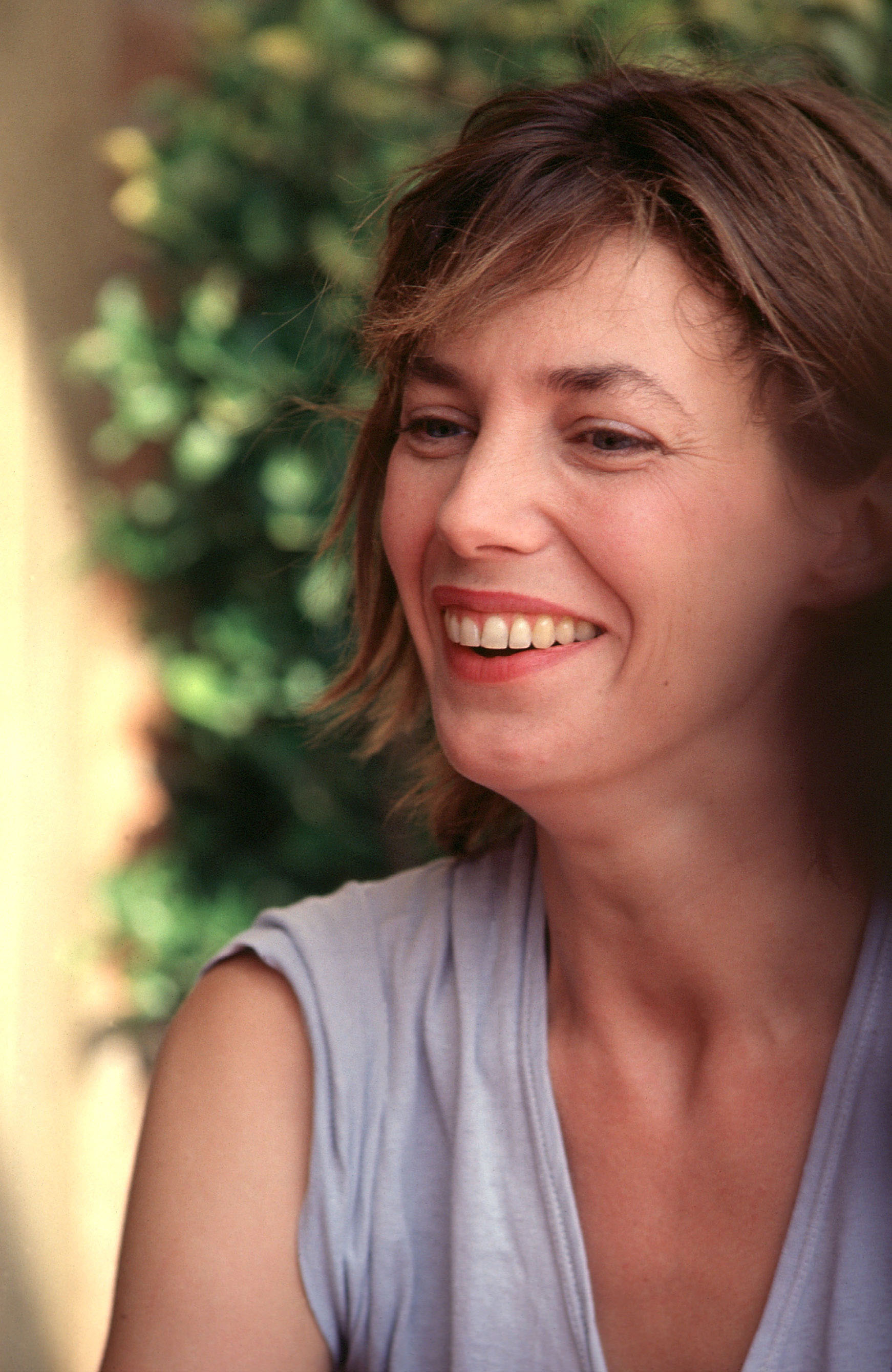
1980年代

1980年、映画監督ジャック・ドワイヨンと出逢い、翌1981年に結婚。同年、夫の監督作品『放蕩娘』に主演する（共演ミシェル・ピコリ）。1982年に娘ルー・ドワイヨンをもうけるが、夫が撮った『シャルロット・ゲンズブール／愛されすぎて』の内容が、余りに自分たちの話に酷似していたことで、以後別れる。
1999年には『想い出のロックン・ローラー』（Ex Fan Des Sixties）収録の「無造作紳士」（L'aquoiboniste）がTBSドラマ『美しい人』の主題歌に使用され、日本限定企画で発表されたベスト・アルバム『ベスト』も30万枚のヒット作となる。なお、この「無造作紳士」は同年12月に岡崎律子が「アクアボニスト」（L'aquoiboniste）のタイトルでカヴァーしたものを発表している。
2002年発表のライブ・アルバム『アラベスク』ではゲンズブールの曲をアラビア風にアレンジして発表する。

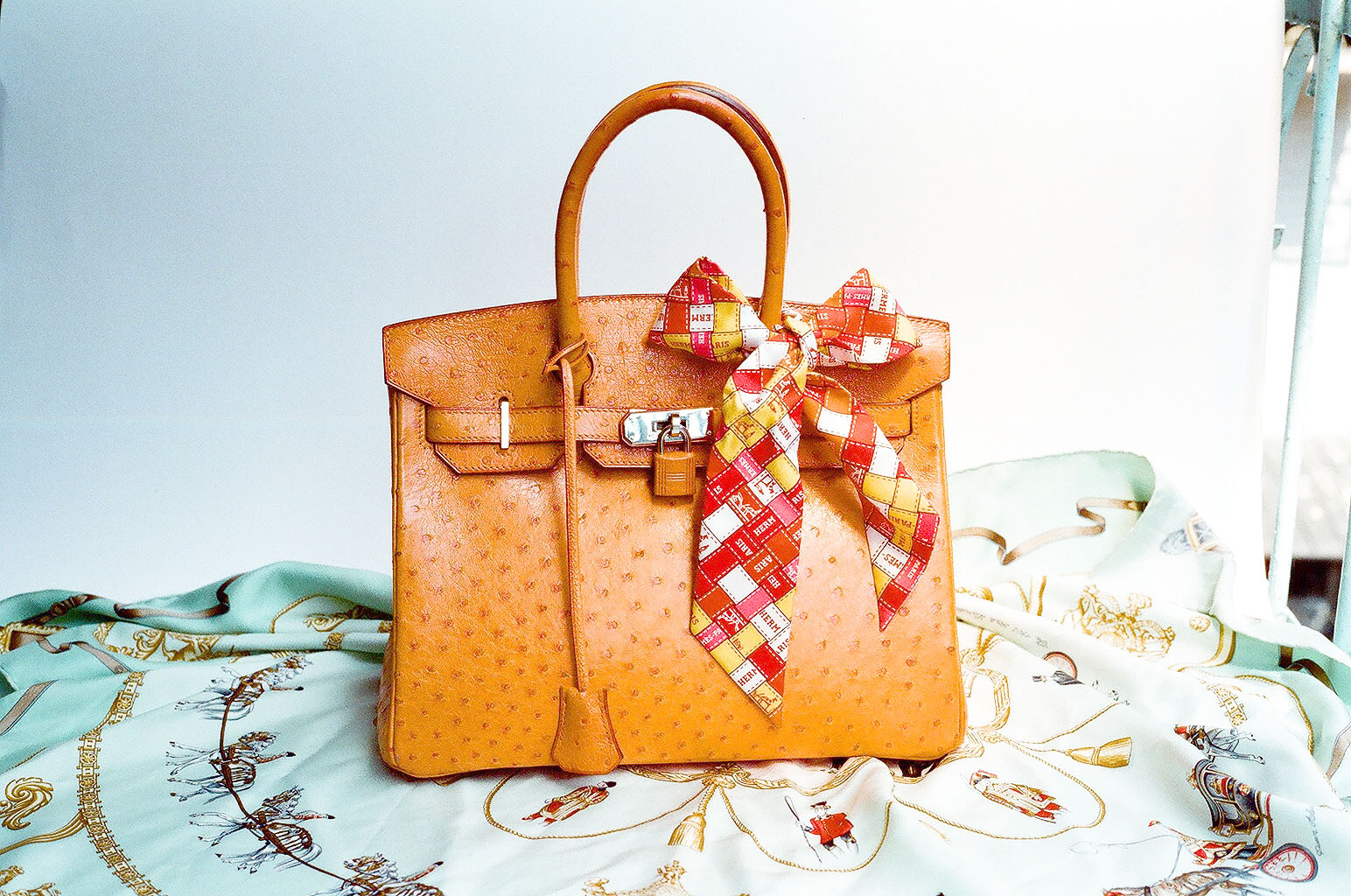
エルメスのバーキン

エルメスの「バーキン」 (Birkin bag) は、エルメス社の社長が偶然飛行機でバーキンと隣り合わせた際、バーキンが籐のかごに無造作に物を詰め込んでいるのを見て、何でも入れられるバッグをバーキンに贈ったものが最初である。
2011年、日本の東日本大震災の発生を受けて、同年4月6日という早い段階で来日し震災支援のチャリティーコンサートを行う。「ジェーン・バーキン震災復興支援コンサート Together for Japan」と銘うたれ、多数の日本の芸能人・アーティストとともに詩の朗読や代表曲「無造作紳士」などの披露を行った。コンサートの模様はUstreamでも生配信され、多数の視聴が行われた。また、コンサート当日は直前まで渋谷の街頭で募金活動を行った。2013年11月14日、日本・フランス間の文化交流促進や東日本大震災の復興支援活動が評価され、日本の外務大臣表彰授与式がパリの日本大使公邸で行われた。
2017年、かつてのパートナーである故セルジュ・ゲンズブールの曲をシンフォニックにカヴァーした、9年ぶりのスタジオアルバム『Birkin/Gainsbourg: Symphonique』を発表。作品に伴う来日公演を開催。同年末、フランス芸術文化勲章オフィシエを受勲。
2018年春の叙勲で旭日小綬章を受章。
村上香住子（ジャーナリスト・翻訳家、パリ在住）とは友人であり、映画ジェーンとシャルロットの京都でのロケ撮影にも同行し協力した。バーキンの没後に評伝を著した（下記参照）。
2023年7月16日、患っていた白血病があり、それに加えコロナワクチン3回接種後2021年に脳卒中、ワクチンの効果はなく6回もコロナに感染したのち白血病は悪化し、パリの自宅で死去した。76歳没。同日フランス文化省が明らかにした

## エピソード
世界各国で放送禁止騒ぎを起こしながらも、「ジュ・テーム・モワ・ノン・プリュ」が大ヒットしていた1971年4月10日に主演映画『ガラスの墓標』の宣伝のため、セルジュ・ゲンスブールを伴い初来日した。配給元のヘラルド映画は複数の雑誌社に売り込み、羽田空港で到着を待っていたが、当時シャルロットを妊娠して8か月であり、出迎えた社員を驚かせた。日本から連絡を取っていた社員にバーキンは「何も心配してくれないでいい」と妊娠していることを伝えず、当時は海外情報が伝わりにくい時代とはいえ、洋画配給会社の現地スタッフが手薄だったのか、それを把握できなかったのか、なぜそのような状況で日本に来たのか、海外人の感覚と日本の感覚が違うのか、当時の日本では妊娠8か月の妊婦を宣伝行脚に連れ回すことは難しかったため、ヘラルド映画からは顰蹙を買った。ゲンスブールは「ボクの子だということを希望します」とジョークを言っていた。

## 主な出演作品
| 年   | 題名                                                                    | 役名                                                       | 備考 |
| ---- | ----------------------------------------------------------------------- | ---------------------------------------------------------- | --- |
| 1965 | ナック The Knack                                                        | バイクに乗った少女                                         | クレジットなし |
| 1966 | カレードマン大胆不敵 Kaleidoscope                                       |                                                            | |
| 1966 | 欲望 Blowup                                                             | ブロンド                                                   | |
| 1968 | ワンダーウォール Wonderwall                                             | ペニー・レイン                                             | 初の主演 |
| 1969 | 太陽が知っている La piscine                                             | ペネロープ                                                 | |
| 1969 | スローガン Slogan                                                       | エヴリン・ニコルソン                                       | |
| 1969 | カトマンズの恋人 Les chemins de Katmandou                               | ジェーン                                                   | |
| 1970 | ガラスの墓標 Cannabis                                                   | ジェーン・スウェンソン                                     | |
| 1972 | 女の望遠鏡（マドモアゼル à GO GO） Trop jolies pour être honnêtes       |                                                            | |
| 1973 | ドンファン Don Juan ou Si Don Juan était une femme...                   | クララ                                                     | |
| 1973 | ジェーン・バーキン in ヴェルヴェットの森 La morte negli occhi del gatto | コリンガ                                                   | DVDスルー |
| 1974 | おかしなおかしな高校教師 La moutarde me monte au nez                    | ジャッキー・ローガン                                       | |
| 1975 | まじめに愛して Sérieux comme le plaisir                                 | アリアネ                                                   | VHSスルー |
| 1975 | 冒険喜劇 大出世 La course à l'échalote                                  | ジャネット                                                 | |
| 1975 | 麗しのカトリーヌ Catherine et Cie                                       | カトリーヌ                                                 | |
| 1975 | 仮面/死の処方箋 Sept morts sur ordonnance                               | ジェーン                                                   | |
| 1976 | ジュ・テーム・モワ・ノン・プリュ Je t'aime moi non plus                 | ジョニー                                                   | |
| 1976 | スキャンダル Le diable au coeur                                         | リンダ                                                     | VHSスルー |
| 1977 | ムッシュとマドモアゼル L'animal                                         | 本人                                                       | |
| 1978 | ナイル殺人事件 Death on the Nile                                        | ルイーズ・ブルジェ                                         | |
| 1979 | メランコリー・ベビー Melancholy Baby                                    | オルガ                                                     | |
| 1981 | 放蕩娘 La fille prodigue                                                | アンネ                                                     | シネクラブ上映 |
| 1981 | エゴン・シーレ/愛欲と陶酔の日々 Egon Schiele - Exzesse                  | ウァリー                                                   | |
| 1982 | 地中海殺人事件 Evil under the Sun                                       | クリスチン・レッドファン                                   | |
| 1983 | 愛しのエレーヌ/ルルーとペリシエの事件簿 Circulez y a rien à voir!       | エレーヌ                                                   | |
| 1984 | ラ・ピラート La Pirate                                                  | アルマ                                                     | |
| 1984 | 地に堕ちた愛 L'Amour par terre                                          | エミリー                                                   | |
| 1985 | 熱砂の情事 Dust                                                         | マグダ                                                     | 映画祭上映 VHSリリース |
| 1985 | ベートーヴェンの甥 Le neveu de Beethoven                                | ヨハンナ                                                   | VHSスルー |
| 1985 | マンスフィールドの追憶 孤独な果実 Leave All Fair                        | マリー／キャサリン・マンスフィールド                       | ぴあ／ゴアナフィルム主催「ニュージーランド・シネマ・ウィーク上映」(1986年11月20日科学技術館サイエンスホール) その後VHSリリース |
| 1986 | 悲しみのヴァイオリン La femme de ma vie                                 | ラウラ                                                     | |
| 1987 | 右側に気をつけろ Soigne ta droite                                       | マドモアゼル・バーキン                                     | |
| 1987 | ふたりだけの舞台 Comédie!                                               | 彼女                                                       | |
| 1988 | カンフー・マスター! Kung-Fu master                                      | マリー＝ジェーン                                           | 原作・出演 |
| 1988 | アニエスv.によるジェーンb. Jane B. par Agnès V.                         | カラミティ・ジェーン／クロード・ジェイド／ジャンヌ・ダルク | |
| 1990 | ダディ・ノスタルジー Daddy Nostalgie                                    | カロライン                                                 | |
| 1991 | 二重誘拐 Red Fox                                                        | ヴァイオレット・ハリソン                                   | テレビ映画 |
| 1991 | 美しき諍い女 La Belle noiseuse                                          | リズ                                                       | |
| 1995 | 百一夜 Les cent et une nuits de Simon Cinéma                            | 本人                                                       | |
| 1997 | 恋するシャンソン On connaît la chanson                                  | ジェーン                                                   | |
| 1998 | シャンヌのパリ、そしてアメリカ A Soldier's Daughter Never Cries         | フォーテスキュー夫人                                       | |
| 2000 | ジェーン・バーキン in シンデレラ Cinderella                             | シンデレラ                                                 | テレビ映画 |
| 2001 | 本日の主役 Reines d'un jour                                             | ジェーン                                                   | TV5MONDE放映 |
| 2001 | これが私の肉体 Ceci est mon corps                                       | ルイーズ・ヴェルネ                                         | |
| 2002 | Merci Docteur Rey                                                       | ペネロープ                                                 | |
| 2007 | Boxes                                                                   | アンナ                                                     | 兼監督 |
| 2008 | アニエスの浜辺 Les Plages d'Agnès                                       | 本人（アーカイヴ映像）                                     | ドキュメンタリー |
| 2009 | 36 Vues du Pic Saint-Loup                                               | ケイト                                                     | ジェーン・バーキンのサーカス・ストーリー(DVD題) 『小さな山のまわりで』(第22回東京国際映画祭上映題）                            |
| 2010 | Thelma, Louise et Chantal                                               | ネリー                                                     | フランス映画祭2010上映（団長も） TV5MONDE放映                                                                                  |
| 2012 | ある愛へと続く旅 Venuto al mondo                                        | 精神分析医                                                 | |
| 2013 | Quai d'Orsay                                                            | ノーベル文学賞受賞作家モリー・ハッチンソン                 | |
| 2016 | 彼女とTGV La femme et le TGV                                            | エリーゼ                                                   | 第89回アカデミー賞 短編実写映画賞にノミネート 第11回札幌国際短編映画祭で上映                                                   |

## ディスコグラフィ

### スタジオアルバム
()内は日本盤名称。
- 1969 - La Chanson De Slogan（ジェーン&セルジュ）
- 1973 - Di Doo Dah（ディ・ドゥ・ダー）
- 1975 - Lolita Go Home（ロリータ・ゴー・ホーム）
- 1978 - Ex Fan Des Sixties（想い出のロックン・ローラー）
- 1983 - Baby Alone In Babylone（バビロンの妖精）
- 1987 - Lost Song（ロスト・ソング）
- 1990 - Amours Des Feintes（いつわりの愛） - ゲンズブールの遺作
- 1996 - Versions Jane（追憶のランデヴー）
- 1996[17] - The Best Of（ベスト・オブ・ジェーン・バーキン）
- 1998 - A La Légère（ラヴ・スロウ・モーション）
- 2004 - Rendez-Vous（ランデ・ヴー）
- 2006 - Fictions（フィクションズ）
- 2008 - Enfants d'Hiver（冬の子供たち）
- 2017 - Birkin/Gainsbourg: Symphonique（シンフォニック・バーキン＆ゲンズブール）
- 2020 - Oh! Pardon tu dormais…

### ライブアルバム
- 1987 - Jane Birkin au Bataclan
- 1992 - Intégral Casino Paris（来日記念盤 Je suis venu te dire que je m'en vais）
- 1996 - Intégral Olympia
- 2002 - Arabesque（アラベスク）
- 2009 - Au Palace（ライヴ・アット・パラス）
- 2012 - Jane Birkin sings Serge Gainsbourg via japan

## 受賞歴
- 1999年
  - 第23回ザテレビジョンドラマアカデミー賞 主題歌賞（『無造作紳士』､ドラマ『美しい人』主題歌）[18]